# Duma: Podróż do domu
Duma: Podróż do domu (ang. Duma) – amerykański film wyreżyserowany przez Carrolla Ballarda. Jego premiera na świecie odbyła się 30 września 2005.

## Opis
Umiejscowiony w egzotycznej części Południowej Afryki, film opowiada przygodę o nierozerwalnej sile przyjaźni pomiędzy gepardem Duma i nieustraszonym młodym chłopcem o imieniu Xan (Michaletos), który musi przemierzyć całą Południową Afrykę, aby zwrócić swemu najlepszemu przyjacielowi prawowity dom w dziczy. W swej podróży Xan uczy się, że wszystko się zawsze zmienia, ale nie miłość.

## Obsada
- Alexander Michaletos jako Xan
- Eamonn Walker jako Ripkuna
- Campbell Scott jako Peter
- Hope Davis jako Kristin
- Mary Makhatho jako Thandi
- Nicky Rebello jako Trener Nagy
- Jennifer Steyn jako Ciocia Gwen
- Garth Renecle jako Hock Bender
- Andre Stolz jako Nauczyciel Xan'a
- Nthabiseng Kenoshi jako Lucille